# Grzybowce (Białoruś)
Grzybowce (biał. Грыбаўцы; ros. Грибовцы) – wieś na Białorusi, w obwodzie grodzieńskim, w rejonie wołkowyskim, w sielsowiecie Werejki.
W dwudziestoleciu międzywojennym leżały w Polsce, w województwie białostockim, w powiecie grodzieńskim, w gminie Gudziewicze.
Według Powszechnego Spisu Ludności z 1921 roku ówczesną okolicę zamieszkiwało 96 osób, 2 było wyznania rzymskokatolickiego a 94 prawosławnego. 46 mieszkańców zadeklarowało polską przynależność narodową a 50 białoruską. Było tu 21 budynków mieszkalnych.
Miejscowość należała do parafii rzymskokatolickiej w Repli i parafii prawosławnej w Gudziewiczach.
Podlegała pod Sąd Grodzki w Indurze i Okręgowy w Grodnie; właściwy urząd pocztowy mieścił się w Gudziewiczach.